# Bàrbara Sagrera Antich
Bàrbara Sagrera Antich (19 de febrer de 1974, Felanitx, Mallorca) és una filòloga mallorquina, professora de la Universitat de les Illes Balears, especialitzada en fraseologia.
Bàrbara Sagrera realitzà els estudis primaris i secundaris a la seva ciutat natal, Felanitx, i el 1992 inicià a la Universitat de les Illes Balears (UIB) els estudis de la llicenciatura de filologia catalana. El 1997 s'hi llicencià i després impartí classes a diferents centres de secundària de les Illes Balears i a l'Escola Oficial d'Idiomes. El 2015 es doctorà a la UIB amb la tesi Corpus de fraseologia de les Illes Balears: classificació, descripció i contextualització, dirigida per Caterina Valriu Llinàs. Entre 2017 i 2020 fou directora gerent de la Institució Pública Antoni M. Alcover, a Manacor.
El 2007 publicà Les cançons populars del Diccionari català-valencià-balear (Moll), que aplega un gran nombre de cançons, sovint en formes diferents de les ja conegudes i publicades en altres aplecs. Manté les divisions en seccions temàtiques pròpies del Cançoner popular de Mallorca i ofereix la singularitat d'ordenar les cançons a partir de la paraula per la qual la cançó apareix en el Diccionari català-valencià balear. Moltes d'aquestes paraules avui han caigut en desús, sovint són dialectals o arcaiques.
El 2019 publicà el Corpus de fraseologia de les Illes Balears (Món de llibres), un important treball descriptiu d'un corpus de fraseologia representativa del parlar de les Illes Balears. Es tracta d'un treball que l'inicià en la seva tesi doctoral llegida el 2015, per a l'elaboració de la qual emprà el Cançoner popular de Mallorca, el Diccionari català-valencià-balear, les rondalles mallorquines de mossèn Antoni Maria Alcover i de l'Arxiduc Lluís Salvador, més les recopilacions rondallístiques de les Pitiüses de Joan Castelló i les de Menorca d'Andreu Ferrer i de Francesc Camps. És un llibre extens, de 792 pàgines, que conté 14 542 unitats fraseològiques, aquelles fórmules fixes i que no tenen un significat directe amb relació al que diuen (parèmies o refranys, locucions de naturalesa diversa i enunciats que es col·loquen en determinats contextos). S'hi inclouen les variants documentades. És un llibre teòricament molt ben fonamentat en els corrents lingüístics que defineixen, estudien i classifiquen les unitats fraseològiques. Aquest treball fou guardonat amb el Premi Antoni Maria Alcover d'Assaig, dels Premis Ciutat de Manacor, el 2017, la qual cosa li permeté publicar-lo; i amb el premi Miquel del Sants Oliver, dels Premis 31 de Desembre de l'Obra Cultural Balear, el 2019.

## Obra
- Entre el cel i la terra, Ponç Pons . Guia Didàctica (Conselleria d'Educació i Cultura, Direcció General de Cultura, 2000)
- Les Cançons populars del diccionari català-valencià-balear (Consorci per al Foment de la Llengua Catalana i la projecció exterior de la cultura de les Illes Balears, Moll, 2007)
- Llengua catalana, amb Sebastià Roig Rigo (Casero Martínez, 2011)
- Modalitats Insulars: Recull de formes lingüístiques normatives de les Illes Balears, amb Paula Ramón (Institut d'Estudis Baleàrics, 2013)
- Corpus de fraseologia de les Illes Balears (Món de llibres, 2019)